# Ахматовская строфа
Ахматовская строфа — используемое некоторыми специалистами  название строфы, которой написано произведение Анны Ахматовой «Поэма без героя» (1940—1965). Строфа представляет собой трёхстопный восходящий дольник с превалирующей рифменной схемой ААbССb (третий и шестой стих с мужской клаузулой, остальные с женской), при этом число стихов в строфе может увеличиваться за счёт удлинения одной из рифменных цепей с женской рифмой — такое удлинение создаёт эффект ритмической непредсказуемости и усиливает контраст между полустрофиями:
Этот Фаустом, тот Дон Жуаном,

  Дапертутто, Иоканааном,

  Самый скромный — северным Гланом

  Иль убийцею Дорианом,

  И все шепчут своим Дианам

  Твёрдо выученный урок.

А для них расступились стены,

  Вспыхнул свет, завыли сирены

  И как купол вспух потолок.
Как отмечал Виктор Жирмунский,

эластичность этой композиционной формы, допускающей вариации объёма строфы при сохранении её общей структуры, создаёт меняющийся от строфы к строфе ритмический фон более быстрого или более медленного поступательного движения стиха и препятствует его однообразию на большом протяжении поэмы.

Общепринятой считается точка зрения, согласно которой это строфическое построение было заимствовано Ахматовой у Михаила Кузмина, который использовал его в тексте «Второй удар» из книги «Форель разбивает лёд» (1927, опубл. 1929):
Кони бьются, храпят в испуге,

Синей лентой обвиты дуги,

Волки, снег, бубенцы, пальба!

Что до страшной, как ночь, расплаты?

Разве дрогнут твои Карпаты?

В старом роге застынет мёд?
— в отличие от Ахматовой, Кузмин оставляет стихи с мужской рифмой холостыми. Варлам Шаламов в неопубликованной заметке 1960-х гг., отмечая приоритет Кузмина, воспринимает заимствование Ахматовой как просчёт, вызванный общим исключением Кузмина из советского культурного обихода. Эмма Герштейн также полагала, что это заимствование было бессознательным и расстроило саму Ахматову, когда обнаружилось, побудив автора к переделке текста в направлении более интенсивного варьирования числа стихов в строфе. С этим же связывают проскользнувшее у Ахматовой в стихотворении 1946 года «И увидел месяц лукавый…» замечание:
Ахматовской звать не будут

Ни улицу, ни строфу.
Впрочем, Иосиф Бродский полагал, что сходство между построениями Кузмина и Ахматовой в большей степени внешнее: «музыка ахматовской строфы абсолютно самостоятельна: она обладает уникальной центробежной энергией. Эта музыка совершенно завораживает. В то время как строфа Кузмина в „Форели“ в достаточной степени рационализирована».
Инна Лиснянская полагает, что действительная история вопроса сложнее, доказывая, что и стихотворение Кузмина, и вслед за ним поэма Ахматовой восходят к строфической модели стихотворения Марины Цветаевой «Кавалер де Гриэ! Напрасно…»